# Prince George Circuit
A Prince Georg Circuit egy versenypálya Dél-afrikában, East Londonban. 1962-ben, 1963-ban és 1965-ben itt rendezték a Formula–1 dél-afrikai nagydíját.

## Győztesek listája
| Év   | Dátum        | Versenyző   | Csapat       | Riport |
| ---- | ------------ | ----------- | ------------ | ------ |
| 1965 | Január 1.    | Jim Clark   | Lotus-Climax | Riport |
| 1963 | December 28. | Jim Clark   | Lotus-Climax | Riport |
| 1962 | December 29. | Graham Hill | BRM          | Riport |